# چاکوت کاک (آریزونا)
چاکوت کاک (به انگلیسی: Chukut Kuk) یک منطقهٔ مسکونی در ایالات متحده آمریکا است که در آریزونا واقع شده‌است. چاکوت کاک ۶۲۰ متر بالاتر از سطح دریا واقع شده‌است.